# Corio
Corio (Cheuri in piemontese, Cory in francese, Queuri in francoprovenzale) è un comune italiano di 3 104 abitanti della città metropolitana di Torino, al confine con le Valli di Lanzo, in Piemonte.

## Storia
Per circa 80 anni nel territorio di questo comune e di quello del confinario Balangero è stata attiva una cava d'amianto, considerata la più grande d'Europa a cielo aperto.

## Monumenti e luoghi d'interesse
A Corio il monumento più importante è la chiesa di San Genesio, dedicata a Genesio di Roma, seguito dall'adiacente chiesa di Santa Croce, preesistente.
L'ampia piazza centrale è dedicata ai Martiri per la Libertà, in ricordo dei caduti partigiani nella seconda Guerra Mondiale.

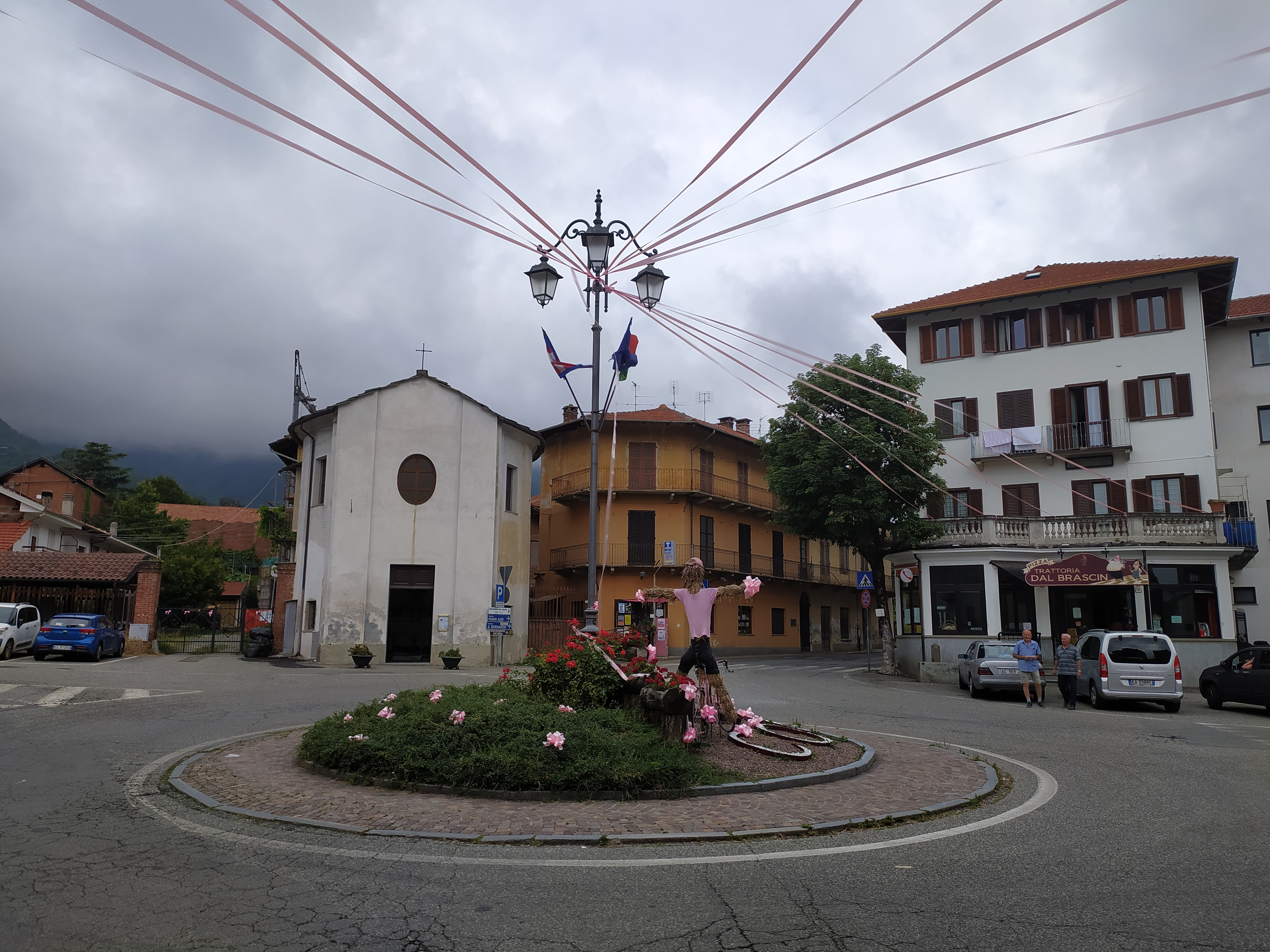
Piazza Martiri della Libertà

## Società

### Evoluzione demografica
Abitanti censiti

### Etnie e minoranze straniere
Secondo i dati Istat al 31 dicembre 2017, i cittadini stranieri residenti a Corio sono 207, così suddivisi per nazionalità, elencando per le presenze più significative:
1. Romania, 124
2. Marocco, 27

### Lingue e dialetti
A Corio è parlato un dialetto canavesano della lingua piemontese (localmente ël piemontèis a la móda 'd Cheuri), e a ovest e a nord confina con dialetti della lingua francoprovenzale. Caratteristici di Corio sono i cognomi doppi, rimasti in piemontese e con la corretta grafia piemontese (dove la o si legge u o o - in tal caso dovrebbe essere scritta ò -, la u si legge ü, la eu si legge ö): Ruo Roch, Ruo Redda, Gent Binet, Corgiat Mecio, Corgiat Loia, Frand Genisot, Rubat Baleuri, Rubat Borel, Rubat Ciagnus, Rubat Ors, Rubat Quia, Rubat Remond, Chiadò Caponet, Aseglio Gianinet, Aseglio Castagnot, Aseglio Francot, Audi Grivet, Baima Beuc, Baima Rughet, Baima Griga, Baima Besquet, Bria Berter, Balma Vener, Papurel Frer, Brach Papa, Brach Picit, Brach Prever, Brachet Cota, Brachet Barbus, Picca Piccon, Picca Garino, Massa Vielm, Broch Ciarus, Macario Teghin. Spesso la seconda parte del cognome fa riferimento a una frazione di cui era originaria la famiglia (ad esempio, per i Rubat, ca 'd Borel, e ca da Ors, al di sopra di Piano Audi e Ritornato, e l'Armondà, frazione di Rocca Canavese). I cognomi Cat Berro e Cat Genova prendono origine direttamente dalle località omonime, Ca 'd Bero e Ca 'd Genova, mentre gli Aimone Cat da Ca 'd Cat. Esistono (o esistevano), rarissimi, alcuni cognomi tripli come Baima Besquet Griga, Corgiat Mecio Loia, Ruo Redda Lossat.
Si tratta di cognomi tipicamente piemontesi, ai quali per lo più, in altre località anche vicine, esiste il corrispettivo italianizzato (Rubatto, Papurello, Beria, Bracco...).
Cognomi simili sono presenti anche a San Pietro di Coassolo (i vari Savant Aleina, Savant Ros) e a Rocca Canavese (come i vari Molinar), località confinanti con Corio.

## Amministrazione
Di seguito è presentata una tabella relativa alle amministrazioni che si sono succedute in questo comune.
| Periodo        | Periodo        | Primo cittadino           | Partito                        | Carica  | Note  |
| -------------- | -------------- | ------------------------- | ------------------------------ | ------- | ----- |
| 31 maggio 1985 | 26 maggio 1990 | Giacomo Brachet Contol    | Democrazia Cristiana           | Sindaco | [ 8 ] |
| 26 maggio 1990 | 24 aprile 1995 | Giacomo Brachet Contol    | Democrazia Cristiana           | Sindaco | [ 8 ] |
| 24 aprile 1995 | 14 giugno 1999 | Giacomo Brachet Contol    | -                              | Sindaco | [ 8 ] |
| 14 giugno 1999 | 14 giugno 2004 | Laura Monaco              | lista civica                   | Sindaco | [ 8 ] |
| 14 giugno 2004 | 8 giugno 2009  | Laura Monaco              | lista civica                   | Sindaco | [ 8 ] |
| 8 giugno 2009  | 26 maggio 2014 | Salvatore Diglio          | lista civica                   | Sindaco | [ 8 ] |
| 26 maggio 2014 | 27 maggio 2019 | Maria Susanna Costa Frola | lista civica Sorriso           | Sindaco | [ 8 ] |
| 27 maggio 2019 | 10 giugno 2024 | Maria Susanna Costa Frola | lista civica Sorriso           | Sindaco | [ 8 ] |
| 10 giugno 2024 | in carica      | Sergio Motta              | lista civica Ricostruire Corio | Sindaco | [ 8 ] |

### Altre informazioni amministrative
Il comune di Corio fa parte dell'Unione dei Comuni montani delle Valli di Lanzo, Ceronda e Casternone, ex Comunità montana Valli di Lanzo, Ceronda e Casternone.